# أحمد الراوي (لاعب كرة قدم)
أحمد هشام علي موسى الراوي (ولد في 30 مايو 2004) هو لاعب كرة قدم عراقي-قطري، يلعب كمهاجم في معار من نادي الريان.

## حياته
ولد في العاصمة العراقية بغداد لأسرة عراقية أصلها من قضاء راوة محافظة الأنبار والده لاعب كرة القدم الأسبق هشام الراوي وشقيقيه لاعب كرة القدم عمار الراوي و لاعب منتخب قطر بسام الراوي, إنتقل مع عائلته عام 2006 إلى سوريا وعام 2007 لدولة قطر.

## مسيرة اللاعب
بدأ مع نادي الريان وأعير إلى نادي ألكوركون الإسباني في عام 2022 لمدة موسم.

## روابط خارجية
أحمد الراوي على موقع Soccerway.com (الإنجليزية)